# Euphorbia erinacea
Euphorbia erinacea là một loài thực vật có hoa trong họ Đại kích. Loài này được Boiss. & Kotschy mô tả khoa học đầu tiên năm 1859.